# أكيرا موراياما
أكيرا موراياما (باليابانية: 村山明؛ بالكانا: むらやま あきら) هو مؤدي صوت ياباني، ولد في 2 أبريل 1948 في طوكيو في اليابان.

## وصلات خارجية
- الموقع الرسمي
- أكيرا موراياما على موقع IMDb (الإنجليزية)
- أكيرا موراياما على موقع IMDb (الإنجليزية)
- أكيرا موراياما على موقع ميوزك برينز (الإنجليزية)
- أكيرا موراياما على موقع قاعدة بيانات الفيلم (الإنجليزية)
- أكيرا موراياما على موقع كينوبويسك (الروسية)
- أكيرا موراياما على موقع ANN person (الإنجليزية)